# William-Henry (Bas-Canada)
William-Henry est un district électoral de la Chambre d'assemblée du Bas-Canada ayant existé de 1792 à 1838.

## Histoire
Son territoire correspond à celui du bourg de William-Henry. William-Henry est l'un des 27 districts électoraux instaurés lors de la création du Bas-Canada par l'Acte constitutionnel de 1791. Il est traditionnellement remporté par les bureaucrates. Deux juges en chef du Bas-Canada ont d'ailleurs été député de ce district. Il est suspendu de 1838 à 1841 en raison de la Rébellion des Patriotes. À partir de 1841, le district est fusionné avec Richelieu au sein du Parlement de la province du Canada.

## Liste des députés
| Années | Années      | Député                    | Parti       |
| ------ | ----------- | ------------------------- | ----------- |
|        | 1792 - 1796 | John Barnes               | Bureaucrate |
|        | 1796 - 1800 | Jonathan Sewell           | Bureaucrate |
|        | 1800 - 1804 | Jonathan Sewell           | Bureaucrate |
|        | 1804 - 1808 | Jonathan Sewell           | Bureaucrate |
|        | 1808 - 1808 | Jonathan Sewell           | Bureaucrate |
|        | 1809 - 1810 | Edward Bowen              | Bureaucrate |
|        | 1810 - 1812 | Edward Bowen              | Bureaucrate |
|        | 1812 - 1814 | Jacob Pozer               | Bureaucrate |
|        | 1814 - 1814 | Robert Jones              | Bureaucrate |
|        | 1816 - 1820 | Robert Jones              | Bureaucrate |
|        | 1820 - 1820 | Robert Jones              | Bureaucrate |
|        | 1820 - 1824 | Robert Jones              | Bureaucrate |
|        | 1824 - 1825 | Norman Fitzgerald Uniacke | Bureaucrate |
|        | 1825 - 1827 | James Stuart              | Bureaucrate |
|        | 1827 - 1830 | Wolfred Nelson            | Patriote    |
|        | 1830 - 1834 | Jonathan Würtele          | Indépendant |
|        | 1834 - 1838 | John Pickel               | Patriote    |